# Mação
Mação és un municipi portuguès, situat al districte de Santarém, a la regió del Centre i a la subregió de Pinhal Interior Sul. L'any 2004 tenia 7.763 habitants. Es divideix en 8 freguesias. Limita al nord-est amb Proença-a-Nova, a l'est amb Vila Velha de Ródão i Nisa, al sud amb Gavião, al sud-oest amb Abrantes, a l'oest amb Sardoal i Vila de Rei i al nord-oest amb Sertã.

## Població
| Població del concelho de Mação (1801 – 2004) | Població del concelho de Mação (1801 – 2004) | Població del concelho de Mação (1801 – 2004) | Població del concelho de Mação (1801 – 2004) | Població del concelho de Mação (1801 – 2004) | Població del concelho de Mação (1801 – 2004) | Població del concelho de Mação (1801 – 2004) | Població del concelho de Mação (1801 – 2004) | Població del concelho de Mação (1801 – 2004) |
| -------------------------------------------- | -------------------------------------------- | -------------------------------------------- | -------------------------------------------- | -------------------------------------------- | -------------------------------------------- | -------------------------------------------- | -------------------------------------------- | -------------------------------------------- |
| 1801                                         | 1849                                         | 1900                                         | 1930                                         | 1960                                         | 1981                                         | 1991                                         | 2001                                         | 2004                                         |
| 1.724                                        | 6.823                                        | 15.525                                       | 18.806                                       | 19.045                                       | 12.234                                       | 10.060                                       | 8.442                                        | 7.763                                        |

## Freguesies
- Aboboreira
- Amêndoa
- Cardigos
- Carvoeiro
- Envendos
- Mação
- Ortiga
- Penhascoso